# Hartminuutvolume
Hartminuutvolume, hartdebiet, Vhart/minuut of cardiac output, is de hoeveelheid bloed die het hart per minuut wegpompt. Het kan worden bepaald door het slagvolume (Vslag) te vermenigvuldigen met de hartfrequentie (fhart):
{\displaystyle V_{hart}/minuut=V_{slag}\times f_{hart}}
Een gezond, volwassen menselijk hart pompt in rust ongeveer 5 liter per minuut; de maximumcapaciteit varieert van 25 liter per minuut voor ongetrainden tot 45 liter per minuut voor topsporters. 